# Champions on Ice
Champions on Ice est un spectacle sur glace aux États-Unis, désormais terminé. L'émission mettait en vedette une grande sélection de patineurs artistiques professionnels ou éligibles aux Jeux olympiques, ainsi que des numéros originaux tels que des acrobates sur patins. Les spectacles étaient principalement axés sur les performances en solo des patineurs plutôt que sur le travail d'ensemble ou les histoires. 
La tournée était à l'origine dirigée par Tom Collins Enterprises. Collins a d'abord organisé la tournée après les Championnats du monde de patinage artistique de 1969. Initialement connu sous le nom de "Tour des champions du monde de patinage artistique", il réunissait les meilleurs patineurs amateurs en partenariat avec l'Union internationale de patinage (ISU). Lorsque l'ISU a rendu les règles du statut d'amateur plus souples en 1990, Collins a commencé à ajouter des patineurs professionnels à la tournée, ainsi que des amateurs encore actifs. Le spectacle a adopté le nom de "Champions on Ice" en 1998. 
En novembre 2006, Anschutz Entertainment Group et Sergio Cánovas rachètent Champions on Ice. AEG est le propriétaire de Champions on Ice USA, tandis que Sergio Cánovas est propriétaire de la marque dans le reste du monde. En 2008, Champions on Ice annule sa tournée et forme un partenariat avec Stars on Ice. En 2012, la nouvelle équipe Champions on Ice de Sergio Cánovas a entamé sa tournée internationale, avec pour vedette Evgeni Plushenko .